# Hatongga
Hatongga is een bestuurslaag in het regentschap Padang Lawas van de provincie Noord-Sumatra, Indonesië. Hatongga telt 368 inwoners (volkstelling 2010).